# Lunovula superstes
Lunovula superstes is een slakkensoort uit de familie van de Pediculariidae. De wetenschappelijke naam van de soort is voor het eerst geldig gepubliceerd in 1991 door Dolin.